# Philipp Ludwig von Sinzendorf
Philipp Ludwig von Sinzendorf (ur. 14 lipca 1699 w Paryżu, zm. 28 października 1747 we Wrocławiu) – biskup Győr na Węgrzech w latach 1725–1732 i biskup wrocławski w latach 1732–1747.
Philipp Ludwig von Sinzendorf był synem cesarskiego kanclerza i ministra Philippa Ludwiga Wenzela von Sinzendorffa. Studiował w rzymskim Kolegium Klementyńskim, uzyskując w 1717 r. doktorat z teologii i obojga praw. W 1713 r. został kanonikiem w Kolonii. Później otrzymał także kanonie w Salzburgu, Ołomuńcu i Wrocławiu. W 1722 r. przyjął święcenia kapłańskie. W 1727 r. został kardynałem prezbiterem tytułu Santa Maria sopra Minerva. 14 lipca 1732 r. jako kandydat cesarski został wybrany biskupem wrocławskim. Jako rządca diecezji nie udzielał się w duszpasterstwie z powodu podagry. W 1744 r. na polecenie króla pruskiego Fryderyka II mianował Philippa Gottharda von Schaffgotscha koadiutorem z prawem następstwa. W 1732 r. zlecił budowę Letniego Pałacu Biskupów we Wrocławiu. Philipp Ludwig von Sinzendorf został pochowany w prezbiterium katedry wrocławskiej.